# Хэллестадские рунические камни

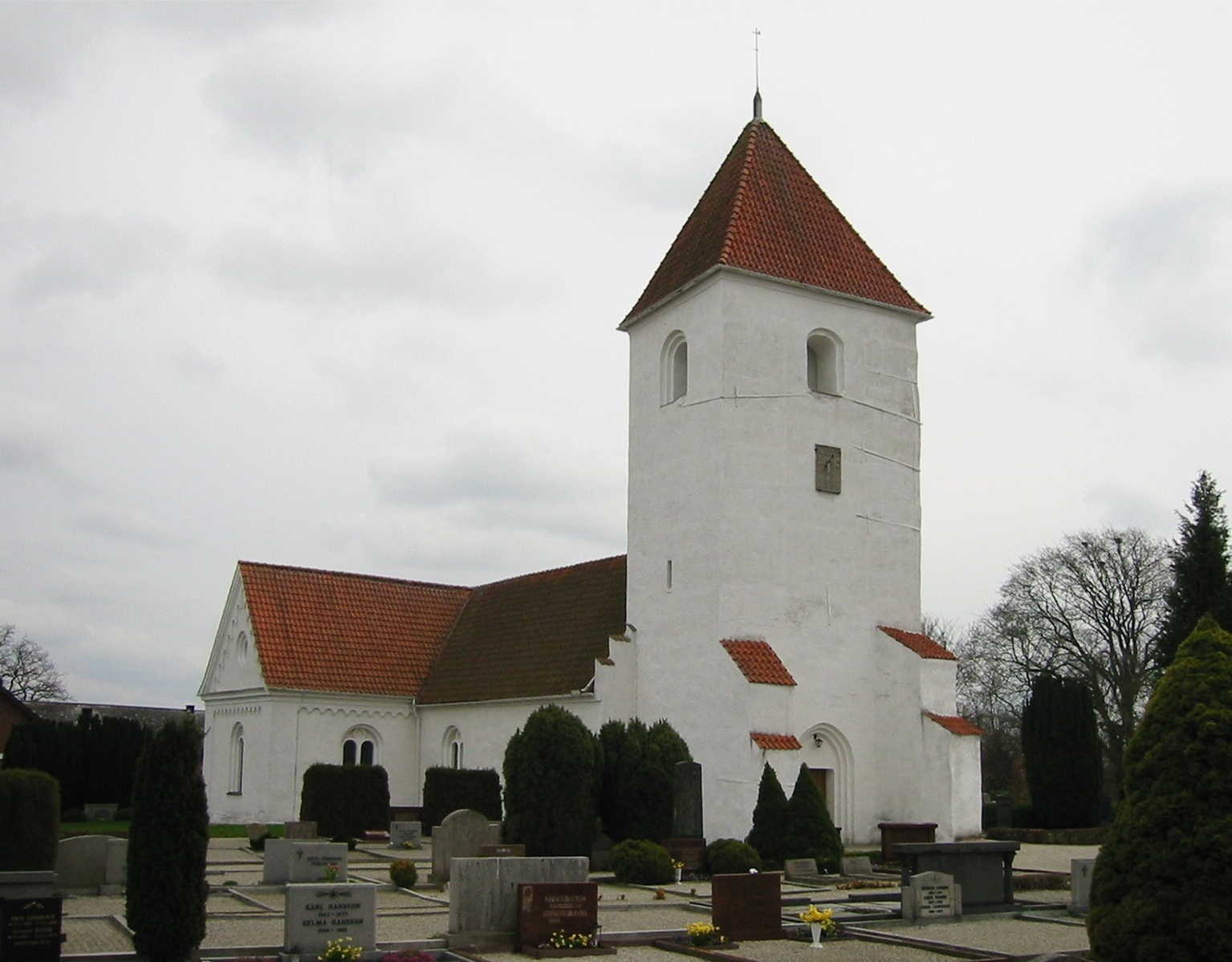
Вид с церковного кладбища на хэллестадскую кирху.

Хэллестадские рунические камни (швед. Hällestadstenen) — три рунических камня, вмурованные в стену хэллестадской кирхи в Торна-Хэллестаде, что в 20 км от Лунда в Сконе, южная Швеция. Согласно классификации проекта Rundata им присвоены номера DR 295, 296 и 297.
Главный камень — DR 295, возведен в честь воина, погибшего в легендарной битве на Фирисвеллире под Уппсалой между йомсвикингами под предводительством Стирбьёрна Чемпиона и дядей Стирбьёрна Эриком Победителем приблизительно в 985 году. Остальные камни поставлены теми же людьми и, возможно, вместе они представляли собой монумент, посвященный товарищам, павшим в этом бою.

## DR 295
Рунический камень из песчаника, вмурованный в юго-западную стену кирхи. Известен с XVII века. Надпись датирована X веком, начинается с левого ряда рун фронтальной части и читается бустрофедоном.
Камень интересен использованием древней руны k с точками и необычной руны m с точками  (аналогичная m используется на Камне Трансёэ (Sm 5)), хотя точки и не влияют на звучание m.
Интересен и тот факт, что Токи Громссон назван на камне братом. В данном случае подразумевается не биологическое родство, а членство в братстве, так как в эпоху викингов банды викингов представляли собой братства, где все его члены, включая вождя, равны. Особенно это утверждение касается братство йомсвикингов. Предполагается, что Токи Громссон — это сын датского короля Горма Старого. Этот Токи не упомянут в исландских сагах, однако, в отличие от саг, рунические камни — источники, современные описываемым ими событиям.
Фраза «Они шли рядом» означает, что они окружили живым щитом своего вождя, чтобы показать ему свою преданность. Аналогичная надпись есть и на Кольстском камне (U 668).
Упомянутый на камне холм — скорее всего тумулус (лат. tumulus, захоронение, аналогичное кургану), где братья по оружию похоронили Токи согласно их традициям.

### Транскрипция
Æskel satti sten þænsi æftiʀ Toka Gorms sun, seʀ hullan drottin. Saʀ flo ægi at Upsalum sattu drængiaʀ æftiʀ sin broþur sten a biargi støþan runum. Þeʀ Gorms Toka gingu næstiʀ.

### Перевод
Этот камень поставил Аскелл в память о своём преданном господине Токи, сыне Горма. Он не бежал под Уппсалой. В память о своём брате храбрые воины установили этот камень на холме, укрепив его рунами. Они шли рядом с Токи.

## DR 296
Рунический камень DR 296 связан с предыдущим камнем (DR 295) и выполнен из гранита.

### Транскрипция
Asgotr resþi sten þænsi æftiR Ærru, broþur sin. Æn saR was hemþægi Toka. Nu skal standa sten a biargi.

### Перевод
Эёсгаут поставил этот камень в память о своём брате Эрре. И он был вассалом Токи. Теперь камень будет стоять на холме.

## DR 297
Рунический камень DR 297 так же связан с предыдущими камнями (DR 295 и DR 296) и выполнен из песчаника.
Вероятно, камень изготовил тот же мастер, что DR 295.

### Транскрипция
Æsbiorn, hemþægi Toka, satti sten þæssi æftiR Toka, broþur sin.

### Перевод
Эсбьёрн, вассал Токи, поставил этот камень в память о Токи, своем брате.